# عامر الحمود
عامر الحمود (10 أكتوبر 1964 -)، مخرج سعودي. عضو مجلس إدارة هيئة الأفلام السعودية ومدير فرع الجمعية العربية السعودية للثقافة والفنون في منطقة الرياض من يناير عام 2019م.

## حياته
ولد وعاش حياته الأولى في العراق، وهو زوج الكاتبة ليلى عبد العزيز الهلالي.
بدأ عمله مع فريق مسلسل طاش ما طاش ثم ترك هذا الفريق، ولكنه عاد للظهور بمسلسل آخر على نمط مسلسل طاش ما طاش أسماه طاش ما طاش الأصلي، وعرض على قناة المؤسسة اللبنانية للإرسال عام 2006م. كما أن له العديد من الأعمال التي أثرت الساحة وتخرج على يده الكثير من الفنانين ولديه قناة المبدعين السعودية SCC.
لدية ثلاث أبناء غادة وريما وفيصل.

## مجال العمل
- مخرج مسرحي وتلفزيوني.
- رئيس مجلس إدارة مؤسسة ليالي للإنتاج والتوزيع الفني.
- عضو مجلس إدارة هيئة الأفلام السعودية
- عضو مجلس إدارة جمعية المنتجين والموزعين السعوديين.
- عضو في اللجنة الدائمة للفرق المسرحية الأهلية في مجلس التعاون لدول الخليج العربي.
- عضو في اللجنة الاستشاريه للمسرح «التابعة للجمعية العربية السعودية للثقافة والفنون».

## أعماله

### المسلسلات
- كاريكاتير 				1412 هـ - 1991 م
- أبو مشعاب				1413 هـ - 1992 م
- بيت أبو عيسى 				1413 هـ - 1992 م
- وادي السباع 				1414 هـ - 1993 م
- طاش ما طاش الجزء الأول 1414 هـ - 1993 م
- طاش ما طاش الجزء الثاني 1415 هـ - 1994 م
- خــذ وهــات 				1417 هـ - 1996 م
- مرزوق والحياة 				1418 هـ - 1997 م
- الحاسة السادسة 				1418 هـ - 1997 م
- عائلة أبو رويشد 			1419 هـ - 1998 م
- العولمة 			1420 هـ - 1999 م
- الديرة نت 				1421 هـ - 2000 م
- عد وأغلط 				1422 هـ - 2001 م
- جرح الزمن 				1422 هـ - 2001 م
- المتـقــــاعد 				1423 هـ - 2002 م
- نــــــــــورة 				1423 هـ - 2002 م
- نبض الحياة 				1424 هـ - 2003 م
- درب المحبة 				1424 هـ - 2003 م
- خارطة أم راكان 	1425 هـ - 2004 م
- عائلة معجب العربية 			1426 هـ - 2005 م
- طاش ما طاش الأصلي 			1427 هـ - 2006 م
- صياحه.. صياحه 1428 هـ ـ 2007 م
- عسى ماشر 1429 هـ ـ 2008 م
- ليلى 1430 هـ ـ 2009 م
- ليلى 2 1431 هـ ـ 2010 م
- ليلى 3 		1432 هـ - 2011 م
- وجع الانتصار 	1432 هـ - 2011 م
- ملحق بنات 1433 هـ - 2012 م

### السهرات التلفزيونية
- من غير ليش 1404 هـ - 1984م
- افهموني 1405 هـ - 1985 م
- مر وعدي اصحى التحدي	1410 هـ - 1989 م
- دردبنا 1411 هـ - 1990 م
- راحت علينا نومه 1412 هـ - 1991 م
- سلسلة رفاقة درب 1413 هـ - 1992 م
- حمود ومحميد 1414 هـ - 1993 م
- آخر رسالة حب 1415 هـ - 1994 م
- كرت أصفر 1416 هـ - 1995 م
- حالة خاصة 1424 هـ - 2003 م

### الأوبريت
- أوبريت سندباد الحارة 			1416 هـ - 1995 م
- أوبريت أهالي الباحة 			1417 هـ - 1996 م
- أوبريت أمارة الباحة 			1417 هـ - 1996 م
- أوبريت كتاب مجد بلادنا 		1418 هـ - 1997 م
- أوبريت ديرة أمجاد 			1420 هـ - 1999 م
- أوبريت ما ننساك أمير الشباب 		1421 هـ - 2000 م
- أوبريت بوابة الحرمين 			1424 هـ - 2003 م

### البرامج المنوعة التلفزيونية
- عدسة الفن 				1407 هـ - 1986 م
- الكلمة الرصاصة			1408 هـ - 1987 م
- ش ما شفتوه				1409 هـ - 1988 م
- عيدكم مبارك الجزء الأول 		1410 هـ - 1989 م
- عيدكم مبارك الجزء الثاني		1411 هـ - 1990 م
- عيدكم مبارك الجزء الثالث 		1412 هـ - 1991 م
- من غير إعداد 				1413 هـ - 1992 م

### الأغاني «فيديو كليب»
- مــو غريب 	-	الفنان عبادي الجوهر 	1417 هـ - 1996 م
- أنصاف الحلول 	-	الفنان عبادي الجوهر 	1417 هـ - 1996 م
- عزوة سعودي 	-	الفنان عبد الله رشاد 	1419 هـ - 1998 م
- أرجوك محبوبي 	- الفنان عبادي الجوهر 	1419 هـ - 1998 م
- أستاذ عشق 	-	الفنان عبد الله رشاد 	1420 هـ - 1999 م
- أنت تامر 	-	الفنان عبادي الجوهر 	1420 هـ - 1999 م

### الأفلام الوثائقية
- افتتاح شاليهات اليمامة 					1422 هـ - 2001 م
- افتتاح توكيلات الجزيرة بالمنطقة الشرقية 		1422 هـ - 2001 م
- مجموعة الحكير 				1422 هـ - 2001 م
- التطــــوع 				1422 هـ - 2001 م
- دوران عجلة الإنتاج 				1423 هـ - 2002 م
- وزارة الشؤون البلدية والقروية 				1424 هـ - 2003 م
- وزارة الصحة بالمملكة العربية السعودية			1424 هـ - 2003 م

### البرامج التوعوية
- برنامج احذر تسلم.. الإدارة العامة للمرور (1420هـ - 1999م).

### المسرحيات
- مع الخيل يا عربان 		1406 هـ - 1985م
- أحلام سلـــوم 		1407 هـ - 1986م
- ولد الديرة 		1408 هـ - 1987م
- عويس التاسع عشر 	1409 هـ - 1988م
- مدينة الحظوظ 		1412 هـ - 1991 م
- واحد صفــر 		1412 هـ - 1991م
- عودة حمود ومحيميد 		1412 هـ - 1991م
- الحل الأكيد 		1413 هـ - 1992 م
- ابن رزيق ليمتد 		1414 هـ - 1993م
- قطع غيار 		1420 هـ - 1999م
- الشرطية الحسناء 		1422 هـ - 2001م
- الخــــــــواف 		1424 هـ - 2003م
- طار بالعجة. 2022.[4]
- معلقاتنا امتداد أمجاد. 2023.[5]

## الجوائز والشهادات التقديرية
- جائزة أفضل مخرج عن مسلسل صياحة صياحة في مهرجان الخليج للإذاعة والتلفزيون في دورته العاشرة.
- شهادة تقدير من اللجنة العليا للسنة الدولية للشباب 1985م.
- الجائزة الذهبية عن مسلسل صياحة في مهرجان الخليج العاشر للإنتاج الاذاعي والتفزيوني في مسابقة الأعمال الدرامية التلفزيونية لهيئات التلفزيون الخليجية بمملكة البحرين عام 2008م.
- شهادة تقديرية من مسرح السد القطري عام 1988م.
- شهادة تقدير من المهرجان المسرحي الثالث «لدول مجلس التعاون الخليج العربي» عام 1993م.
- جائزة تكريم من المهرجان الوطني للتراث والثقافة «الجنادرية» عام 1419 هـ 1999م.
- شهادة تقدير كأحسن مخرج من مهرجان الخليج السادس للإنتاج التلفزيوني عن مسلسل «عائلة أبو رويشد 1999م».
- الشهادة التقديرية من اللجنة التنفيذية لفعاليات رمضان ومهرجان العيد بجدة عام 1425هـ - 2005 م.
- الجائزة الفضية عن السهرة التلفزيونية «حالة خاصة» من مهرجان الخليج الثامن للإنتاج الإذاعي والتلفزيوني بمملكة البحرين عام 2004م.
- جائزة أفضل مخرج مسرحي من المجلس الوطني للثقافة والفنون والآداب في دولة الكويت في المسابقة السنوية الثانية للمسرح عام 2002م – 2003م عن إخراجه مسرحية «الخوف».
- الجائزة البرونزية عن مسلسل «نورة» من مهرجان الخليج الثامن للإنتاج الإذاعي والتلفزيوني بمملكة البحرين عام 2004م.
- شهادة تقدير من لمهرجان السادس للفرق الأهلية لمجلس التعاون لدول الخليج.
- شهادة تقدير من مهرجان دمشق العاشر للفنون المسرحية.
- شهادة تقدير من جمعية رعاية الأطفال المعاقين بالرياض.
- شهادة تقدير من الرئاسة العامة لرعاية الشباب (الهيئة العامة للرياضة حاليا).
- شهادة تقدير من اللجنة المنظمة لاحتفالات جدة.

## روابط خارجية
- عامر الحمود على موقع IMDb (الإنجليزية)
- عامر الحمود على موقع قاعدة بيانات الأفلام العربية
- عامر الحمود على موقع قاعدة بيانات الفيلم (الإنجليزية)